# Erichtonios (syn Dardanosa)
Erichtonios (gr. Ἐριχθόνιος Erichthónios, łac. Erichthonius) – w mitologii greckiej królewicz i król Dardanii.
Uchodził za syna Dardanosa i Batiei (Arisbe). Był ojcem Trosa.